# Lijst van beelden in Landsmeer
Dit is een (onvolledige) chronologische lijst van beelden in Landsmeer. Onder een beeld wordt hier verstaan elk driedimensionaal kunstwerk in de openbare ruimte van de Nederlandse gemeente Landsmeer, waarbij beeld wordt gebruikt als verzamelbegrip voor sculpturen, standbeelden, installaties, gedenktekens en overige beeldhouwwerken.
Voor een volledig overzicht van de beschikbare afbeeldingen zie: Beelden in Landsmeer op Wikimedia Commons.

## Landsmeer
| Geplaatst | Omschrijving                   | Kunstenaar            | Straat                       | Plaats    | Materiaal | Afbeelding |
| --------- | ------------------------------ | --------------------- | ---------------------------- | --------- | --------- | ---------- |
| 1953      | Last en Luwte                  | Cor Hund              | De Oude Keern                | Landsmeer |           |            |
| 1965      | Oorlogsmonument                | Paul van Crimpen      | Calkoenstraat                | Landsmeer |           |            |
| 1965      | Drie gezamenlijke activiteiten | Atze Haijtsma         | Calkoenstraat 27 (Dorpshuis) | Landsmeer |           |            |
| 1994      | De Baadster                    | Michiel van Pinxteren | Roerdompstraat               | Landsmeer |           |            |
| 1998      | Verkleed Kleren                | Theo Schepens         | Raadhuisstraat / Dorpsstraat | Landsmeer | brons     |            |
|           | De Fuik                        |                       | Den Ilp 88 (school)          | Den Ilp   |           |            |